# Веселий Гай (Покровський район)
Веселий Гай — село Курахівської міської громади Покровського району Донецької області, Україна. У селі мешкає 164 людей.

## Загальні відомості
Розташоване на лівому березі р. Сухі Яли. Відстань до райцентру становить близько 23 км і проходить автошляхом місцевого значення.
За даними Укрпошти в селі єдина вулиця Побєди (71 одиниця адресації).

## Населення
За даними перепису 2001 року населення села становило 164 особи, з них 95,73 % зазначили рідною мову українську та 4,27 % — російську.